# Gilbert Omnès
Gilbert Robert Marie Omnès (* 22. Juni 1918 in Brasparts; † 1. September 1970 in Laredo, Spanien) war ein französischer Hürdenläufer, der sich auf die 110-Meter-Distanz spezialisiert hatte.
1948 schied er bei den Olympischen Spielen in London im Vorlauf aus, und 1950 wurde er Fünfter bei den Leichtathletik-Europameisterschaften in Brüssel.
1946 wurde er Französischer Meister. Seine persönliche Bestzeit von 14,9 s stellte er am 12. August 1945 in Straßburg auf.